# 逆選抜
経済学、保険、リスクマネジメントにおいて、逆選抜（ぎゃくせんばつ、英: Adverse selection）とは、買い手と売り手が異なる情報を持っている市場の状況を指す。その結果、両当事者への利益の分配が不均等になり、重要な情報を持つ当事者がより多くの利益を得ることになる。逆選択、逆淘汰とも呼ばれる。
理想的な世界では、買い手は自分の支払い意思と製品やサービスの価値を反映した価格を支払うべきであり、売り手は自分の商品やサービスの品質を反映した価格で販売するべきである。例えば、品質の悪い製品は安価であるべきで、高品質の製品は高価格であるべきである。しかし、一方の当事者がもう一方の当事者が持っていない情報を保有している場合、自己効用を最大化し、関連情報を隠蔽し、さらには嘘をつくことによって、もう一方の当事者に損害を与える機会がある。経済契約や所有権の取引において、開示されていない情報を利用することは、逆選抜として知られている。
この機会には二次的な影響がある。情報を持たない当事者は、例えば相互作用から撤退したり、売り手（買い手）が高い（低い）価格を要求したりすることで、不公平な（おそらく「不正な」）契約を結ぶことを避けるための措置を取ることができ、その結果、市場での取引量が減少する。さらに、人々が市場への参加を思いとどまらせ、競争が減少し、参加者の利益率が高くなる可能性がある。
時には、買い手が売り手よりも商品やサービスの価値をよく知っていることがある。例えば、食べ放題のレストランでは、平均以上の食欲を持つ客を引き付け、レストランに損失をもたらすことがある。
標準的な例として、隠れた欠陥を持つ中古車のレモン市場がある。ジョージ・アカロフは1970年の論文「レモン市場」で、逆選抜が中古車市場に与える影響を強調し、売り手と買い手の間にアンバランスを生み出し、市場の崩壊につながる可能性があることを指摘した。さらに、この論文では、情報の非対称性が市場に与える影響の一例として、保険における逆選抜の影響を説明しており、一種の「一般化されたグレシャムの法則」とされている。それ以来、「逆選抜」は多くの分野で広く使用されている。

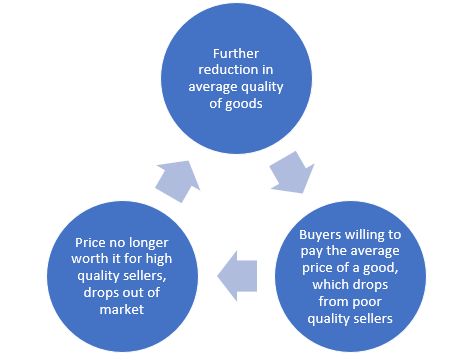
逆選抜が市場における商品の品質を悪化させる悪循環の効果

市場崩壊の背後にある理論は、馴染みのない市場から商品を購入したい消費者から始まる。高品質か低品質かの情報を持つ売り手は、低品質の商品をより高品質の商品と同じ価格で販売することを目指し、より大きな利益率につなげようとする。高品質の売り手は、低品質の商品が平均価格を引き下げ、高品質の商品の販売にはもはや採算が合わなくなるため、高品質の商品を持つことの十分なメリットを得られなくなる。そのため、高品質の売り手は市場から撤退し、商品の品質と価格がさらに低下する。この市場の崩壊は、価格の下落に対して需要が上昇しないこと、および市場の供給全体の品質が低下することによって引き起こされる。時には、売り手の方が情報を持たない当事者となり、他の人口統計のために価格設定された商品や契約を、開示されていない属性を持つ消費者が購入することがある。
逆選抜は、1860年代から生命保険で議論されており、1870年代からこの言葉が使用されている。

## 例

### 保険
逆選抜は最初に生命保険で説明された。それは、被保険者の損失リスクと正の相関関係にある保険需要を生み出す。
例えば、全体的に見て、同じ年齢と性別の喫煙者に比べて非喫煙者の死亡リスクははるかに低い。保険料が喫煙状況によって異ならない場合、非喫煙者よりも喫煙者にとってより価値があることになる。したがって、喫煙者は保険を購入する動機が大きくなり、非喫煙者よりも多くの保険を購入する。これにより、被保険者プールの平均死亡率が上昇し、保険会社が支払う保険金が増加する。保険会社は、喫煙者にかかるコストを賄うために、健康な非喫煙者の保険料に頼っている。より多くの喫煙者が保険を購入するにつれ、彼らに保険をかけるコストが増加する。
これに対して、保険会社は平均リスクの上昇に対応して保険料を引き上げるかもしれない。しかし、価格が高くなると、保険が割に合わなくなるため、合理的な非喫煙者が保険を解約し、逆選抜の問題がさらに悪化する。最終的に、価格の上昇により、より良い選択肢を求めるすべての非喫煙者が押し出され、保険の購入を希望する人は喫煙者だけになる。健康保険についても同じことが言える。
逆選抜の影響に対抗するために、保険会社は顧客のリスクを反映した保険料を要求し、高リスクと低リスクの個人を区別することがある。例えば、医療保険会社は一連の質問をし、保険の購入を申し込む個人について医療報告書やその他の報告書を要求することがある。保険料はそれに応じて変動し、受け入れがたいほど高リスクの個人は拒否される（cf. 既往症）。このリスク選択プロセスは、引受の一部である。多くの国では、保険法に「最大限の誠実」またはウベリマ・フィデスの原則が組み込まれており、潜在的な顧客は保険会社から尋ねられた質問に完全かつ正直に答えることが求められる。不正直な場合、保険金の支払いを拒否されることがある。
逆選抜は、保険会社が特定の情報に基づいて価格を設定することを禁止する政府規制からも生じる可能性がある。これは「規制上の逆選抜」と呼ばれることがある。例えば、米国政府は、保険会社が既往症や性別に基づいて高い料金を請求することを禁止する「医療保険制度改革法（ACA）」を制定した。逆選抜を防ぐために、ACAは病気の加入者を抱える保険会社に補償するリスク調整プログラムを設計した。ACAはまた、米国居住者に医療保険への加入を義務付けるか、税金のペナルティを支払うことを求めた。これは、健康な個人の加入を確保するために実施されたものであり、彼らは保険金請求の可能性が低いため、そうでなければ保険に財政的な価値があるとは考えないかもしれない。
逆選抜の実証的な証拠は混在している。リスクと保険購入の相関関係を調査したいくつかの研究では、生命保険、自動車保険、健康保険で予測された正の相関関係を示すことができなかった。一方で、健康保険、長期介護保険、年金市場では、逆選抜の「肯定的な」検査結果が報告されている。
特定の市場における逆選抜の証拠が弱いことは、引受プロセスが高リスクの個人をスクリーニングするのに効果的であることを示唆している。もう1つの可能な理由は、リスク回避（保険の購入意欲など）とリスクレベル（他の観測されたクレームの発生率に基づいて事後的に推定される）との間に、人口の中で負の相関があることである。低リスクの顧客の方がリスク回避度が高い場合、逆選抜は減少または逆転し、「有利な」選択につながる可能性がある。これは、リスクを増大させる行動をとる可能性が低い人ほど、リスクを減少させるための積極的な措置をとる可能性が高い場合に発生する。
例えば、喫煙者は非喫煙者に比べて危険な仕事をする意欲が高いという証拠がある。このリスクを受け入れる意欲の高さが、喫煙者による保険契約の購入を減らす可能性がある。
公共政策の観点からは、ある程度の逆選抜も有利になる可能性がある。逆選抜により、逆選抜がない場合に比べて、人口全体の総損失のうち保険でカバーされる割合が高くなる可能性がある。

### 資本市場
資本調達の際、ある種の証券は他の証券よりも逆選抜を受けやすい。収益を安定的に生み出している会社の株式募集は、無名の会社の募集よりも先に買い占められ、他の投資家が望まなかった魅力の乏しい募集が市場に残される。経営者が企業内部の情報を持っていると仮定すると、外部者は株式募集で最も逆選抜を受けやすい。これは、経営者が募集価格が自社の価値に対する私的評価を上回ると知っている場合に株式を募集する可能性があるためだ。したがって、外部投資家は、「レモン」を買うリスクを補償するために、株式に高い利回りを要求する。
逆選抜のコストは、債券発行の方が低い。債券が発行されると、経営者が現在の株価は過小評価されていると考えていることを外部投資家に示すシグナルとなる。そうでなければ、企業は株式の発行に熱心になるだろう。
したがって、債券と株式に要求されるリターンは、逆選抜コストに関連しており、これは債券は株式よりも外部資本の調達源として安価であるべきだということを意味し、「ペッキング・オーダー」を形成する。
上記の例では、市場は経営者が株を売却していることを知らないと仮定している。市場は、おそらく企業の報告書でこの情報を見つけることで、この情報にアクセスできるかもしれない。この場合、市場はその情報を利用する。市場が企業の情報にアクセスできれば、情報の非対称性は解消され、もはや逆選抜の状態ではなくなる。
資本市場に逆選抜が存在すると、過剰な民間投資が行われる。本来であれば、機会費用よりも期待収益が低いために投資を受けられなかったはずのプロジェクトが、市場の情報の非対称性の結果、資金を調達したのである。したがって、政府は公共政策の実施に当たって、逆選抜の存在を考慮に入れなければならない。

### 契約理論
現代の契約理論では、「逆選抜」は、エージェントが契約が書かれる前に私的情報を持っているプリンシパル・エージェントモデルを特徴づける。例えば、労働者は雇用主（または売り手）が契約の申し出をする前に、自分の努力コスト（または買い手は自分の支払意思）を知っているかもしれない。対照的に、「モラル・ハザード」は、契約時に情報が対称的であるプリンシパル・エージェントモデルを特徴づける。エージェントは、契約が書かれた後に私的情報を得ることがある。ハートとホルムストローム（1987）によれば、モラル・ハザードモデルは、エージェントが自ら選択する観察不可能な行動によって私的情報を得るか、自然のランダムな動きによって私的情報を得るかによって、隠れた行動モデルと隠れた情報モデルにさらに細分化される。したがって、逆選抜モデルと隠れた情報（時には隠れた知識と呼ばれる）モデルの違いは単にタイミングの問題である。前者の場合、エージェントは最初から情報を得ている。後者の場合、契約締結後に私的情報を得る。
ほとんどの逆選抜モデルでは、エージェントの私的情報は「ソフト」（つまり、情報は認証できない）であると仮定されている。しかし、「ハード」な情報（つまり、エージェントは自分のタイプについて主張することが真実であることを証明する証拠を持っている可能性がある）を持つ逆選抜モデルもある。
逆選抜モデルは、私的価値を持つモデルと相互依存的または共通の価値を持つモデルにさらに分類できる。私的価値を持つモデルでは、エージェントのタイプは自分自身の選好に直接影響を与える。例えば、エージェントは自分の努力コストや支払意思について知識を持っている。あるいは、相互依存的または共通の価値を持つモデルは、エージェントのタイプがプリンシパルの選好に直接影響を与える場合に発生する。例えば、エージェントは車の品質を私的に知っている売り手かもしれない。
私的価値モデルへの画期的な貢献はロジャー・マイヤーソンとエリック・マスキンによってなされ、一方で相互依存的または共通の価値モデルは最初にジョージ・アカロフによって研究された。私的価値を持つ逆選抜モデルは、片側の私的情報を持つモデルと両側の私的情報を持つモデルを区別することで、さらに分類することもできる。後者の場合の最も著名な結果は、マイヤーソン・サタースウェイトの定理である。最近では、契約理論的な逆選抜モデルが、実験室実験と実地調査の両方で検証されている。

### 銀行
銀行と借り手が集まって、個人ローン、住宅ローン、ビジネスローンを決定する際、逆選抜は議論に深く根ざしている。
例えば、新規の顧客が銀行に個人ローンを求めてきた場合、自分の消費、貯蓄、潜在的な収入について、常に銀行よりも良く知っているだろう。これは逆選抜を生み出す。なぜなら、顧客は銀行が知らない自分の人生に関する情報を持っており、この情報を利用して経済的な利益を得ることができるからだ。
同様に、企業が銀行にローンを要求する場合も、逆選抜が生じる。企業は、市場動向、内部情報、その他の企業に関連する将来の出来事について、銀行が企業に融資する際に知らない情報を持っている。
逆選抜が関係するもう1つのケースは、銀行がローンを取引する場合である。このプロセスは逆選抜を生み出す。なぜなら、銀行が新しい銀行にローンを譲渡する際、借り手がどれほどリスクが高いか、また銀行が資金を貸し出す際に伴うその他の関連リスクを知らないからである。
逆選抜の影響に対抗するために、銀行は顧客との関係強化に向けて動いている。これは、消費者が銀行から借りる際に持っている隠れた情報の一部をさらに理解するのに役立つ。さらに、銀行は金利を調整して、未知のリスクの一部を軽減することができる。銀行はまた、ローンの申請者に対してより厳しい審査を実施し、融資の際に全体像を把握できるようにしている。銀行は、借り手がローンを返済する可能性を推定するのに十分な情報を収集するために、かなりの資源を投入している。さらに、銀行は一部の借り手に対する融資限度額を設定し、顧客がローンの返済を怠るリスクを低減している。
銀行は、事業における逆選抜の影響を制限するために、借り入れプロセスにできるだけ多くの安全措置を実施しようとしている。

## 逆選抜の軽減
市場に存在する大量の信用財を考慮すると、買い手と売り手の両方の不正行為に対するインセンティブは、社会全体の市場効率に対する大きな脅威となる。逆選抜は主に情報の非対称性のために存在するので、その影響を軽減するための重要なステップは、市場の両側の透明性を奨励することにより、情報の非対称性を排除することから始まる。

### シグナリングとスクリーニング
売り手が販売したい製品に関する私的情報を持っている市場では、評判のメカニズムは、品質のシグナルとして機能することで、逆選抜を減らすのに役立つ。一例として、オンラインマーケットプレイスのeBayが挙げられる。高品質の商品を販売していることで知られる売り手は、eBayの評価システムを利用することで、さらに評判を高めることができる。買い手は製品の購入から効用を得るため、自然と高品質の売り手から購入しようとするので、売り手にはそうするインセンティブがある。このように、買い手は評判システムを低品質の売り手から高品質の売り手をふるい分けるシグナルとして利用することができる。
品質シグナリングでは、より多くの情報を持つ当事者が先に行動するのに対し、スクリーニングは、情報を持たない当事者が契約に参加するかどうかの最初の決定を下す必要がある場合に適している。逆選抜が情報の不足から生じることを認識し、スクリーニングゲームを使用することで、プレイヤーは、契約の最悪の結果のリスクが最初から参加する価値があるかどうかを分析することができる。当事者は常により情報を得ようとすることができるが、新しい情報を得るのにコストがかかりすぎ、契約による経済的損失の脅威が大きすぎる場合、スクリーニング方法論では最初から契約に参加しないことを示唆している。
逆選抜が資本市場でどのように発生するかという例を使ってより良い文脈を提供すると、投資家が低収益のリスクが高すぎると考え、取引の専門家に相談するコストが見合わない場合、彼らは可能な結果をスクリーニングし、最初から投資をする価値がないことを認識している。

### レモン法
レモン法は、買い手が欠陥商品を購入した場合の消費者保護の一形態として機能する。通常は自動車に適用されるが、レモン法はほとんどの消費財にも使用される。このような規制は、製造業者が欠陥商品を故意に販売する事例を減らすために制定された。レモン法は国によって異なるが、一般的に、売り手に商品の買い戻しまたは交換を要求する。例えば、テキサス州の欺瞞的取引慣行法では、消費者が欠陥商品を購入した結果、取引時に売り手が情報を隠していたために損害を被った場合、消費者は三倍の損害賠償を請求することができる。このように、政府規制は、売り手が関係者間の情報の非対称性を利用することを抑止する役割を果たす。これにより、逆選抜の問題が軽減される。なぜなら、レモン法によって保護されていることを知っている買い手は、以前は利用可能な情報が不足していたために行わなかった取引を行う可能性が高くなるからだ。

### 保証
売り手が販売しようとする製品の保証を提供することで、製品に関する私的情報を買い手に間接的に伝えることができる。保証は、製品の品質に対する売り手の自信に関する情報を、製品の保証として機能することで伝達するのに役立つ。一般的な例は中古車市場であり、売り手自身が提供する保証とは別に、買い手はサードパーティの企業から保険の形で追加の保証を購入することができる。

## モラル・ハザード
関連する市場の失敗の形態は、モラル・ハザードである。モラル・ハザードでは、当事者間の情報の非対称性により、一方の当事者が取引の後にリスク露出を増加させるのに対し、逆選抜は前に発生する。モラル・ハザードは、保険に加入している顧客は、加入していない顧客よりも無謀な行動をとる可能性が高いことを示唆している。一方、逆選抜は、顧客が保険を購入する際に、既存の健康状態に関する情報を健康保険会社に隠すことを示唆している。
| 主な違い                 | 逆選抜       | モラル・ハザード |
| ------------------------ | ------------ | ---------------- |
| 情報の非対称性の対象     | 個人のタイプ | 個人の行動       |
| バイアスを引き起こす時期 | 契約締結前   | 契約締結後       |

現実的な状況で、この2つの経済現象が積極的に関与するのは、賃貸物件の市場である。逆選抜は、物件を賃貸または購入する前の意思決定プロセスで発生する（契約）。時間的制約から家の定期的な手入れを行うことに専念できない人、損害に対する補償の準備が不十分な人、または生来無責任な人は、賃貸する可能性が高い。購入に興味がある人とは対照的に、長期的に物件を良好な状態に維持する意欲が低いだろう。このようなタイプの借り手は、これらの特徴を持たないテナントに物件を貸したいと考える大家と、情報の非対称性を利用することになる。モラル・ハザードは、契約後に発生する。テナントは、入居後に行動を変える可能性が高い。物件が自分のものではなく、リース期間が終了すればすぐに出ていけるので、良いテナントであるインセンティブが少なくなるからだ。これは、良好な維持管理をする意欲が低くなること、または大家が責任を負うべきことに対して責任を負わなくなることを意味する。ここでは逆選抜とモラル・ハザードの両方が働いているが、発生する時期が異なり、異なる要因に関する情報の非対称性が原因となっている。ただし、後者の場合、行動変化の源泉は全当事者が認識している特定のインセンティブ構造であることから、情報の非対称性の問題は実際には存在しないと主張することもできる。

### ゲーム理論における逆選抜
様々な金融市場の危機により、人々は逆選抜のある市場、特に信用市場と保険市場の市場分析にますます注目するようになっている。逆選抜のある競争均衡市場に関する現在のほとんどの市場分析は、ロスチャイルドとスティグリッツ（1976）の研究結果に基づいている。我々はまた、逆選抜を幅広い形式の競争的な市場ゲームに加えることができる。これにより、企業は任意の限定契約と価格差別補助金を提供することができる。同時に、企業は初期契約の申し出が観察された後、市場から撤退した。このような場合、ネッツァー、ニック、フロリアン（2014）は、サブゲームにおける完全均衡が常に存在することを証明した。撤退にコストがかからない場合、均衡結果の集合は実行可能な契約の全集合に対応する可能性がある。次に、小さな撤退コストに対して存在し続ける頑健な均衡に着目する。ネッツァー、ニック、フロリアン（2014）は、この場合、宮崎・ウィルソン契約が唯一の頑健な均衡結果であることを示唆した。

### ビジネスにおける逆選抜
ビジネスの静かな戦場では、買い手と売り手の関係は情報の非対称性に直面することが多い。例えば、製造業者は一般的に、自社製品の需要予測においてサプライヤーよりも正確である可能性が高い。もう1つの例は、対象企業の上級管理職が、買収者よりも企業の無形資産の情報と価値を深く理解している企業の買収である。しかし、買い手と売り手の間の契約に関するほとんどの理論的研究では、私的情報は検証不可能であると仮定している。したがって、情報を持つ買い手は、主観的な情報パラメータについて任意の主張をすることができる。パトリック（2014）は、私的情報は実際には検証可能であると考えている。彼は、情報が証明できる場合、期待される総余剰は、証明できない情報よりも厳密に小さくなる可能性があることを発見した。買い手が私的情報を持っている可能性があり、日和見主義的に電話をかける場合、買い手は戦略的な理由から情報を取得するかどうかを私的に決定することができる。

### 貸出市場における逆選抜と担保
2022年4月のロアニドゥ、パバニーニ、パンの研究によると、逆選抜理論は、担保と債務契約の増分コストに基づいて、貸出市場のパフォーマンスを決定する上でも重要な役割を果たしている。
最近の研究では、担保の事前チャネルと事後チャネルを分離する際、逆選抜のモラル問題のレベルの増加が債券市場と貸し手のスピリットに重大な影響を与えていることも指摘されている。一方、実証的な証拠と統計モデルの両方が、担保の活用が逆選抜の負の影響を減らすことを示唆している。実際には、情報共有システムと信用格付けメカニズムの促進を通じて、担保契約に関する貸出市場の規制の中で、関連する利害関係者が逆選抜によって引き起こされる社会的厚生コストを削減するためのより良いインセンティブと技術を持つことが期待される。
別の借り手を含めることで、分散型貸出戦略の下では、担保の実施が逆選抜の問題を効果的に緩和し、借り手の金融行動をポジティブな方向に調整できるという十分な証拠がある。

### 住宅ローン市場における非対称情報を伴う逆選抜
商業用不動産担保ローンの売り手と借り手の間では、非対称情報の現象に対応して逆選抜の問題が発生する。CMBSの場合、アン、デン、ガブリエル（2010）は、セカンダリー市場のローンに関する情報が不均等であるため、ローンの質と情報に関する貸し手のコンジットが強化されると指摘している。住宅ローン市場の投資家は、逆選抜の影響を効果的に考慮に入れ、それに対応して、市場におけるローンとポートフォリオの価格マージンが低下する。要約すると、エージェンシー問題はジャンクローンと債券には現れないが、投資家の行動に対する不満足な意見を追加することになる。